# Nutley (New Jersey)
Pour les articles homonymes, voir Nutley.
Nutley est une municipalité du comté d'Essex dans le New Jersey aux États-Unis. En 2010 sa population est de 28 370 habitants.
Ce qui constitue Nutley de nos jours fut formé à l'origine par le « Franklin Township » grâce à une loi de l'assemblée législative du New Jersey le 18 février 1874, à partir de portions de la municipalité de Belleville. Nutley a été incorporé comme ville le 5 mars 1902, remplaçant Franklin Township.

## Histoire

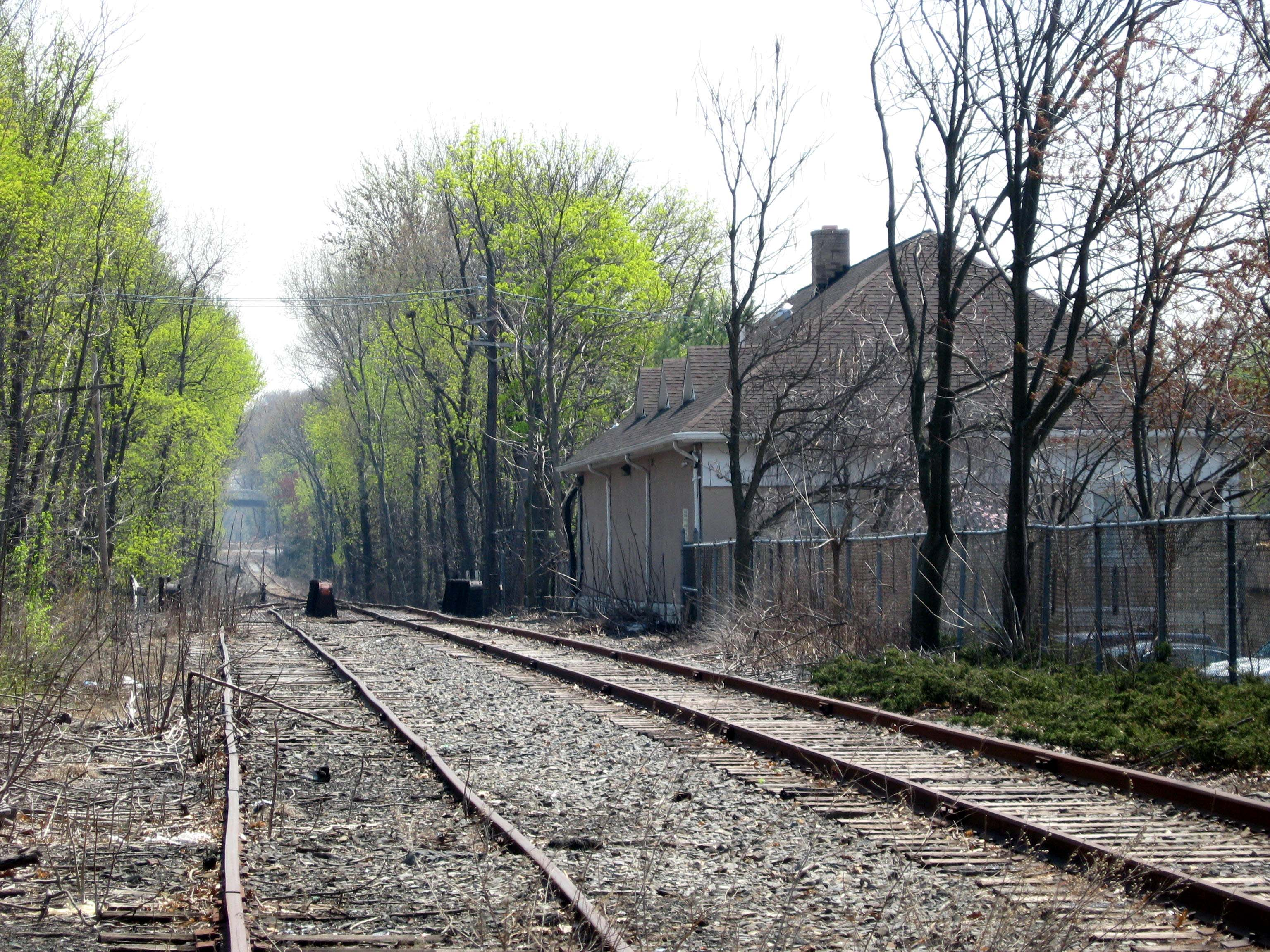
Ancienne gare ferroviaire sur l'avenue Franklin

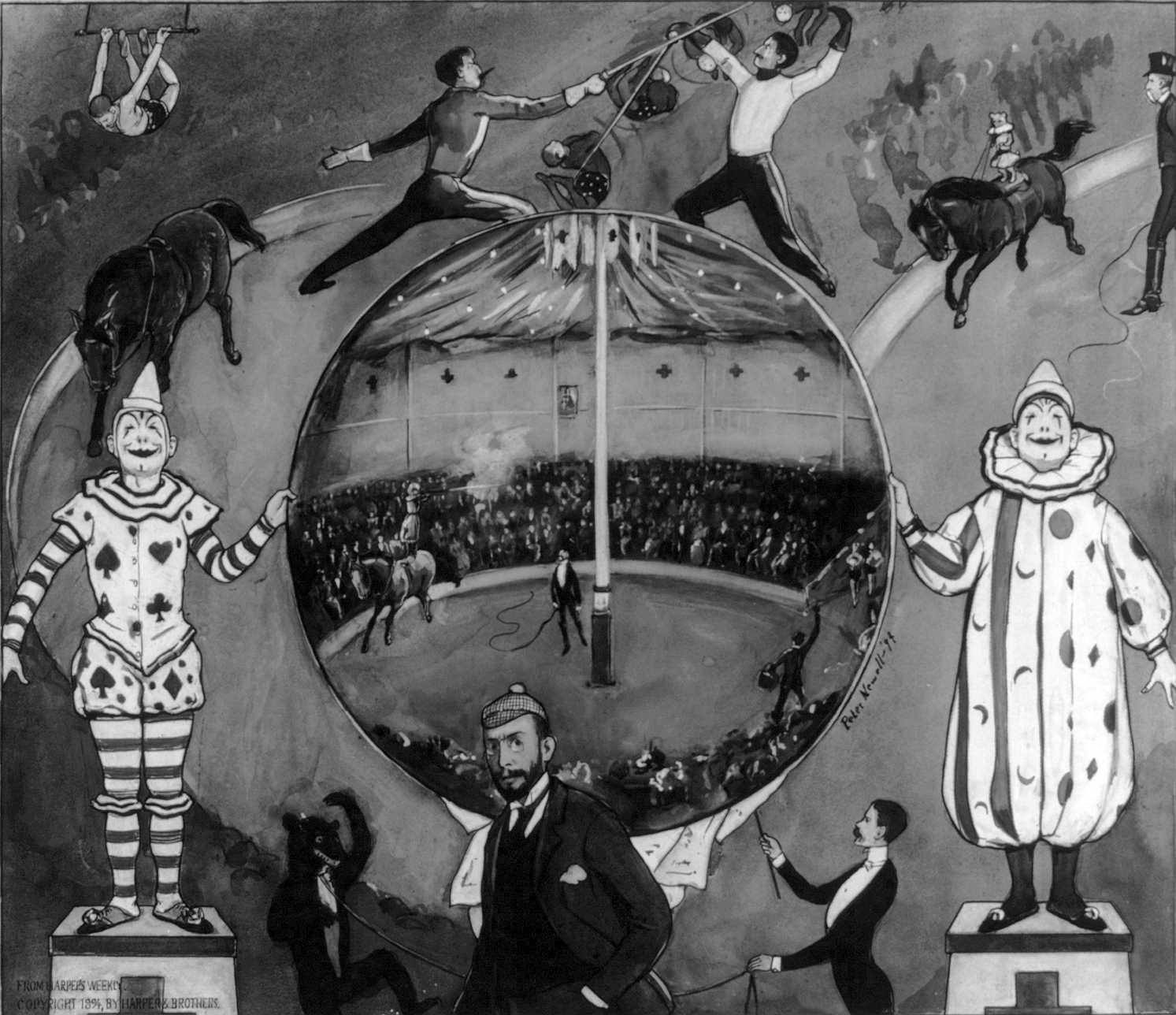
La performance d'Annie Oakley dans un cirque amateur à Nutley en 1894, pour collecter des fonds pour la Croix Rouge

Nutley grandit tandis que Newark se développe. Le premier colon européen de la région, consigné dans le procès-verbal de la réunion la ville de Newark en 1693, est un peintre néerlandais nommé Bastian Van Giesen. Sa maison, connue sous le nom de Vreeland Homestead (en), se dresse encore aujourd'hui sur Chestnut Street et abrite le Club des femmes de Nutley. John Treat et Thomas Stagg achètent les terrains adjacents à Van Geisen en 1695 et 1698 respectivement. La maison maison Van Riper (en) est un autre bâtiment de l'époque.
La première carrière de brownstone (grès rouge) de Nutley est dite avoir été en opération depuis le début du XVIIIe siècle et a été la première industrie importante de la ville. Les offres d'emploi dans la carrière du quartier d'Avondale de Nutley fournit du travail à de nombreux immigrants italiens et irlandais. Les fabriques situées le long de la rivière dans la région maintenant connue sous le nom de Memorial Park deviennent la deuxième industrie majeure.
John et Thomas Speer, Joseph Kingsland et Henry Duncan possèdent chacun des fabriques dans la ville durant les années 1800. Les rues actuelles de Nutley sont nommés d'après ces propriétaires. Henry Duncan construit plusieurs fabriques dans toute la ville et établit le village de Franklinville composé de trente maisons et quelques petites entreprises qui devint plus tard le centre de Nutley. L'un des bâtiments de Duncan a été modifié et sert maintenant de la mairie. Le manoir Kingsland (en) est un lieu historique national.

## Personnalités nées à Nutley
- Bud Blake (1918-2005), le créateur du comic strip Tiger.
- Robert Blake (né en 1933), un acteur américain célèbre dans les années 1970 pour son interprétation de l'inspecteur Baretta à la télévision. Il a joué dans plusieurs films, dont Money Train en 1995 et Lost Highway en 1997.
- Jackie Paris (1926-2004), un guitariste et chanteur de jazz américain adepte du bebop.
- Stephen Petronio (né en 1956), un danseur et chorégraphe.
- Henry Hurd Rusby(1855-1940), un botaniste, pharmacien et médecin qui rapporta plus de 35 000 échantillons de plantes d'Amérique du Sud, dont de nombreuses qu'il fut le premier à découvrir.
- Nick Zano (né en 1978), un acteur qui a fait ses débuts au cinéma en 2002 dans le film de Steven Spielberg nommé aux Oscars Arrête-moi si tu peux.